# Dániel Berzsenyi
Dániel Berzsenyi (Hetye (danas Egyházashetye), 7. svibnja 1776. – Nikla, 24. veljače 1836.) je mađarski pjesnik.

## Život
Rođen je u evangeličkoj plemićkoj obitelji, školu je pohodio u Sopronu no nije završio. Unatoč tome cijeli život se samobrazovao. Dobro je poznavao grčku i rimsku mitologiju a kasnije je proučavao estetiku. Ženidbom je došao do samostalnog posjeda i do kraja života je prvenstveno bio vrijedan gazda. Cijeli život je pokušavao pomiriti svoje visoke književne težnje i prizeman provincijski život. Iz osobnog zadovoljstva pisao je pjsme koje je prvotno njegov prijatelji János Kis poslao Ferencu Kazinczyju koji je potom Berzsenyija upoznao s idejama njemačkog klasicizma i prosvjetiteljstva i u konačnici su njegova djela bila izdana.
1813. godine izdaje zbirku pjesama koja je dobila oštre kritike od strane Ferenca Kölcseyja i nakon toga se Berzsenyi povlači iz književnog života i do kraja života piše malo. 1825. izdaje odgovor na Kölcseyevu kritiku. Umire 1836. povodom njegove smrti Kölcsey se ispričava zbog preoštre kritike.

## Djelo
Počinje pisati 1795. Veliki uzor mu je bio Horacije i ondašnja kritika ga je optuživala za kopiranje Horacija. Opus mu obilježavaju dva književno povijesna pravca; klasicizam i romantizam; teži antičkim idealima ispod kojih se nalaze romatičke emocije i razmišljanja. Iznova doživljava grčko-rimsku antiku, a po njenim predstavama, i svoj život i svoju okolinu. Kult Grka daje sadržaja za kulturna i društveno kritička razmišljanja, ali i za oblikovanje osobng života. Od Grka je usvojio trezvenu, mudru umjerenost i težnju za uživanjem u dobrima života.
Kroz doživljaj antike i baroknu tradiciju probija se moderna, romantična psiha koja usmjeruje tradicionalnu liriku ka osobnom pjesničkom izrazu. Berzsenyi je pjesnik snažnog nadahnuća, njegovo osjećajno raspoloženje lako plane. Antičke forme je lako koristi u mađarkom jeziku.
Pisao je ode, elegije i epistole. U pjesništvu se skriva u svoj intimni život i veliča vinograde, oranice i mir prirode. Ali i dalje razvija poeziju prigodnih oda. Piše o idealima grčkog svijeta ili o općenitim vrijednostima mađarskog društva. Naročito ga zanimaju preokreti u mađarskom društvu za vrijeme rata protiv Napoleona. Pozdravlja plemićke ustanke. Mašta mu je ogromna, proživljava vrtlog uništavajućih sila na europskoj pozornici (Mađarima II.)
Za približavanje romantici zaslužan je njemački sentimentalizam (Gessner i Matthisson). 1833. piše esej Poetai harmonistika u kojem se ograđuje od romantike.
Pri kraju razdoblja osjeća se njegovo općenito razočaranje. Postaje apatičan, rezigniran i piše elegije pune osobnog sadržaja odnosno intimističku liriku (Oproštaj s Kemenešaljom, Odlomak pisma prijatelju, Primicanje zime).
Pisao je i puritanska pjesnička pisma odnosno epistole u kojima je promišljao o estetskim idejama i idejama prosvjetiteljstva, te se obraćao suvremenicima (Kazinczy Ferenchez (1809.), Duai Takács Judithoz (1815.), Vitkovics Mihályhoz (1815.))